# Quận Rankin, Mississippi
Quận Rankin là một quận thuộc tiểu bang Mississippi, Hoa Kỳ.
Quận này được đặt tên theo Christopher Rankin. Theo điều tra dân số của Cục điều tra dân số Hoa Kỳ năm 2000, quận có dân số 115.327 người. Quận lỵ đóng ở Brandon6.

## Địa lý
Theo Cục điều tra dân số Hoa Kỳ, quận có diện tích 2088 km2, trong đó có 82 km2 là diện tích mặt nước.

### Các xa lộ chính
- Interstate 20
- U.S. Highway 80
- U.S. Highway 49
- Mississippi Highway 13
- Mississippi Highway 18
- Mississippi Highway 25
- Mississippi Highway 43

### Quận giáp ranh
- Madison (bắc)
- Scott (đông)
- Smith (đông nam)
- Simpson (nam)
- Hinds (tây)